# Sakīs Andreou
Sakīs Andreou (in greco: Σάκης Ανδρέου; 2 febbraio 1966) è un ex calciatore cipriota, di ruolo centrocampista.

## Carriera

### Club
Ha giocato nella massima serie cipriota con l'Omonia Nicosia.

### Nazionale
Nel 1991 ha esordito con la nazionale cipriota, giocando 19 partite fino al 1997.